# Хайме-хатун
Хайме-хатун — по легендам жена Сулеймана Шаха. Она была известна под титулом «Девлет Ана» (мать государства). 
Так же по легендам считалась либо матерью Эртогрула, либо матерью первого султана Османской империи Османа I. Но ни один хронист не упоминает это имя. К тому же, Сулейман-Шах, как доказано, не является предком династии Османов. Обнаружена монета с надписью Осман б. Эртогрул б. Гюндюз Альп, которая хранится в коллекциях музея Топкапы.
Исследователи считают, что отделить реальность от вымысла в рассказах о начальном периоде османской истории крайне сложно, если это вообще возможно. Колин Имбер писал, что почти все рассказы об Османе, имеющиеся в хрониках XV века, являются придуманными: «самый элементарный текстовый анализ показывает, что почти все „факты“, об Османе Гази и его последователях на самом деле фикция».
Имя Хайме не упоминаются в статье Исламской энциклопедии об Эртогруле и об Османе.
В 1892 году при Абдул-Хамиде II был сооружён ее мавзолей, однако султаном двигали политические мотивы, и захоронение могло быть им сфальсифицировано.